# سامانه غذا

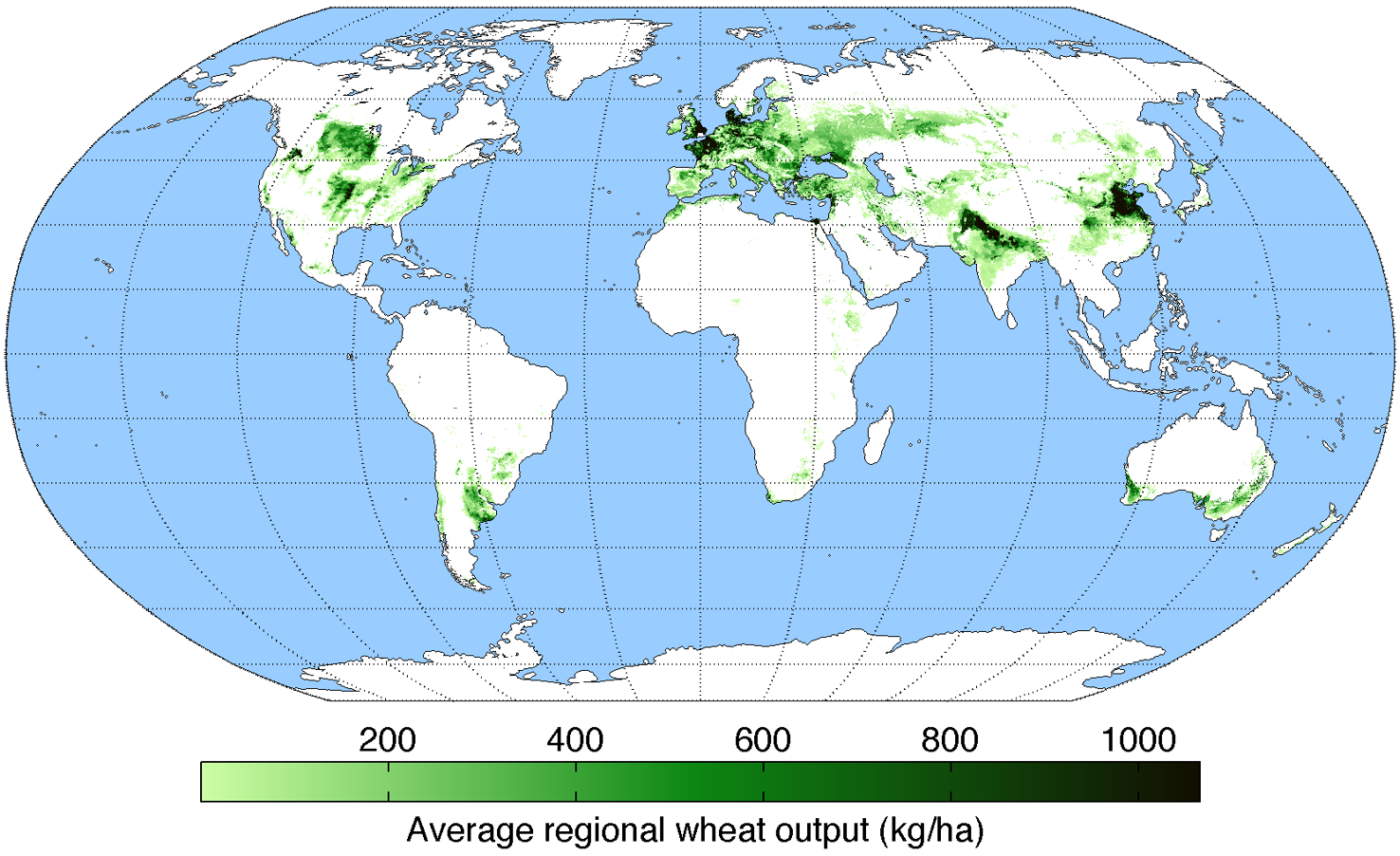
نقشه تولید گندم جهانی

اصطلاح سامانه غذا یا سیستم غذا (به انگلیسی:Food system) سامانه‌های به هم متصل و فرآیندهایی به هم پیوسته‌ای را توصیف می‌کند که بر تغذیه، غذا، سلامت، توسعه جامعه و کشاورزی تأثیر می‌گذارند. یک سامانه غذایی شامل کلیه فرایندها و زیرساخت‌های مربوط به تغذیه یک جمعیت و شامل رشد، برداشت، پردازش، بسته‌بندی، حمل و نقل، بازاریابی، مصرف، توزیع و دفع مواد غذایی و اقلام مرتبط با غذا است. سامانه غذایی همچنین شامل ورودی‌های مورد نیاز و خروجی‌های تولید شده در هر یک از این مراحل می‌باشد. سیستم‌های غذایی در داخل سیستم‌های کشاورزی-غذایی که طیف وسیعی از بازیگران و فعالیت‌های ارزش‌افزای مرتبط با آنها را در تولید اولیه محصولات کشاورزی غذایی و غیرغذایی، و همچنین در ذخیره‌سازی مواد غذایی، تجمیع، مدیریت پس از برداشت، را شامل است، قرار می‌گیرند. همچنین حمل و نقل، پردازش، توزیع، بازاریابی، دفع و مصرف نیز شامل آن می‌شود. یک سیستم غذایی در چارچوب‌های اجتماعی، سیاسی، اقتصادی و محیطی کار می‌کند و تحت تأثیر آن قرار می‌گیرد. یک سیستم غذایی همچنین نیازمند نیروی انسانی است که نیروی کار، تحقیق و آموزش را فراهم کند.
طبق گزارش IPCC، سیستم غذایی جهان، شامل تمام صنایع مختلف درگیر در سیستم‌های غذایی پایدار و متعارف، برای ۱ میلیارد نفر اشتغال ایجاد می‌کند. سیستم غذایی جهانی با تعدادی از چالش‌ها به دلیل مسائل امنیت غذایی جهانی ایجاد شده توسط تغییرات اقلیمی و فشارهای غیراقلیمی بر روی سیستم مواجه است. حدود ۳۴ درصد از کل انتشار گازهای گلخانه ای مربوط به سیستم غذایی جهانی است. در سال ۲۰۲۰ میلادی یک بررسی شواهد در اتحادیه اروپا نشان داد که انتشار گازهای سیستم غذایی در مسیر افزایش ۳۰ تا ۴۰ درصدی تا سال ۲۰۵۰ میلادی به دلیل رشد جمعیت و تغییر رژیم غذایی است. به گفته فائو، ایجاد انعطاف‌پذیری و مقاومت در سیستم‌های کشاورزی بسیار مهم است. در طول زمان، این سیستم‌ها باید در مواجهه با هر گونه اختلال، ظرفیت تضمینی و پایداری برای در دسترس بودن و دسترسی به غذای کافی، ایمن و مغذی برای همه را داشته باشند و این سیستم‌ها را باید حفظ کرد. همچنین معیشت فعالان در سیستم‌های کشاورزی باید حفظ شود.
انتقال جهان به یک سیستم‌های غذایی پایدار برای رسیدگی به چالش‌های جهانی مانند تغییرات آب و هوا، گرسنگی، از دست دادن تنوع زیستی و جنگل زدایی حیاتی است. پرداختن به مسائل در هر مرحله از سیستم، می‌تواند اثراتی در سطح این سیستم کنونی داشته باشد (سیستمی که ۳۰ تا ۴۰ درصد از مواد غذایی تولید شده در آن از مرحله پس از برداشت تا مرحله رسیدن به خرده فروشی و مصرف‌کننده از بین می‌رود) کاهش ضایعات مواد غذایی پس از برداشت اثرات زیست‌محیطی کشاورزی مانند اثرات کاربری زمین، و کاهش قیمت مواد غذایی یا جلوگیری از کمبود را بهبود می‌بخشد. سیاست بین‌المللی به‌طور فزاینده‌ای به سیاست از دیدگاه سیستم‌های غذایی نزدیک شده‌است. هدف توسعه پایدار ۲: بدون گرسنگی سازمان ملل و هدف توسعه پایدار ۱۲ : «مصرف مسئولانه و تولید» بر تمرکز بر سیستم‌های غذایی پایدار تأکید دارند. در سپتامبر ۲۰۲۱ میلادی سازمان ملل میزبان اولین اجلاس سیستم‌های غذایی (به انگلیسی:Food Systems Summit) بود.